# جون ديفيس (لاعب كريكت)
جون ديفيس (26 يناير 1884 - 16 فبراير 1951) (بالإنجليزية: John Davis)‏ هو لاعب كريكت بريطاني وبريطاني (وحمل سابقاً جنسية المملكة المتحدة لبريطانيا العظمى وأيرلندا). لعب مع نادي مقاطعة ورسسترشاير للكريكيت ‏.

## وصلات خارجية
- جون ديفيس على موقع إي آس بي آن كريك إنفو (الإنجليزية)